# Кастрочієло
Кастрочієло (італ. Castrocielo) — муніципалітет в Італії, у регіоні Лаціо,  провінція Фрозіноне.
Кастрочієло розташоване на відстані близько 110 км на схід від Рима, 32 км на схід від Фрозіноне.
Населення — 3985 осіб (2014).
Щорічний фестиваль відбувається 13 грудня. Покровитель — Santa Lucia.

## Демографія
Населення за роками:

Станом на 1 січня 2023 року в муніципалітеті офіційно проживали 144 іноземці з 18 країн, серед них 48 громадян країн Євросоюзу та 4 громадяни України.

## Сусідні муніципалітети
- Акуїно
- Колле-Сан-Маньо
- П'єдімонте-Сан-Джермано
- Понтекорво
- Рокказекка